# 181街車站 (IRT百老匯-第七大道線)
181街車站（英語：181st Street station）是紐約地鐵IRT百老匯-第七大道線的一個慢車地鐵站，位於曼哈頓華盛頓高地181街及聖尼古拉斯大道交界，設有1號線（任何時候停站）列車服務。

## 車站結構
| G        | 街道               | 出入口 升降機位於夾層。註：月台與街道層不可無障礙通行 |
| M        | 夾層               | 閘機，車站詢問處                                      |
| P 月台層 | 側式月台，右側開門 | 側式月台，右側開門                                    |
| P 月台層 | 北行               | 往范科特蘭公園-242街（191街）                         |
| P 月台層 | 南行               | 往南碼頭（168街）                                     |
| P 月台層 | 側式月台，右側開門 |                                                       |

此站位於地面以下120英呎，設有4部升降機以及位於車站北端連接兩個側式月台的一條行人天橋。車站於1906年5月30日啟用時，只有車站東側設有兩部升降機，但1909年西側亦加入了兩部升降機。車站南端有證據證明曾有兩條已關閉的行人天橋和人手控制的雙層升降機。
車站只有一條緊急樓梯，因此所有乘客除緊急情況下必需使用升降機進出車站。車站服務葉史瓦大學和喬治·華盛頓大橋。

## 天花板倒塌

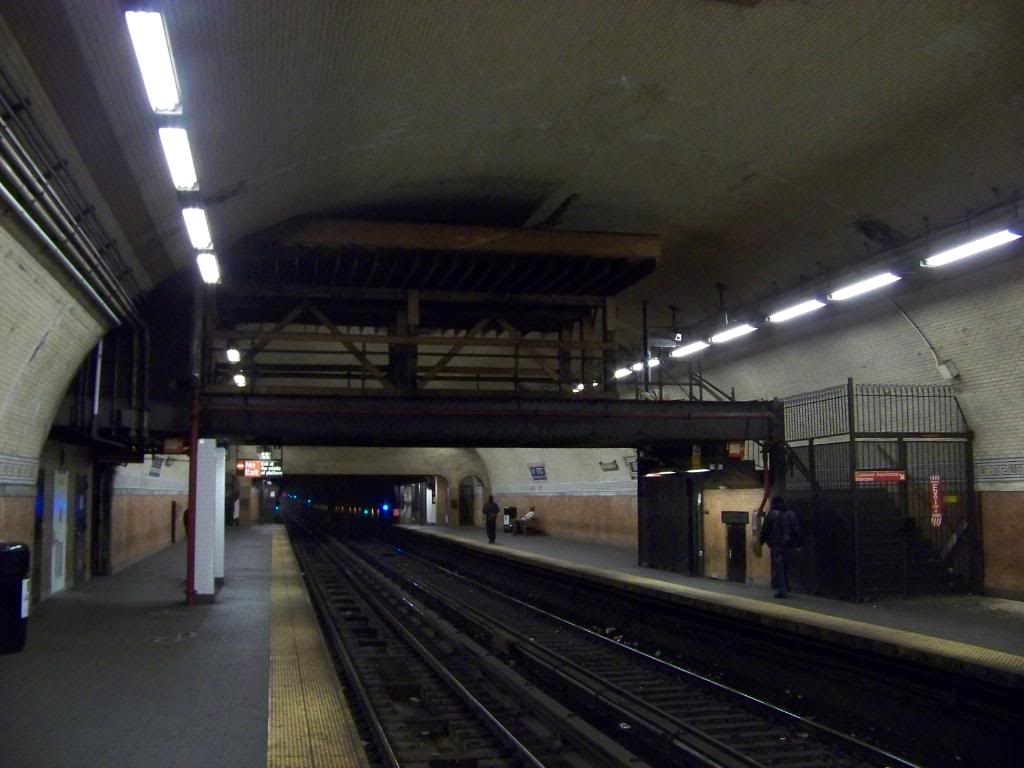
181街車站

2009年8月16日約晚上10時30分，位於車站頂部一段25英呎長的磚於35英呎高的天花板倒塌，散佈於上下行的軌道和月台，無人受傷。這導致168街車站及迪克曼街車站來回方向的1號線列車服務必需暫停8天。該段期間，大都會運輸署提供免費接駁巴士來往168街和迪克曼街。全線服務於2009年8月24日恢復，但仍然不停靠181街車站。車站於2009年8月31日重開。
根據紐約市公共運輸局主建築師Judith M. Kunoff，2007年同一車站亦曾有部份天花板倒塌。
根據NY1，車站修緝花費3000萬美元，而且直至2012年末才開始動工。

## 外部連結
- nycsubway.org—IRT West Side Line: 181st Street
- Station Reporter – 1 Train
- The Subway Nut – 181st Street Pictures（页面存档备份，存于）
- NRHP designation
- NRHP photos of station
- 181st Street entrance from Google Maps Street View
- St. Nicholas Avenue entrance from Google Maps Street View
- Platforms from Google Maps Street View